# 両国ピーターパン2018〜秋のプロレス文化祭〜
『両国ピーターパン2018〜秋のプロレス文化祭～〜』（りょうごくピーターパン2018～あきのプロレスぶんかさい～）は、日本のプロレス団体DDTプロレスリングによって両国国技館で行われる興行。

## 試合
| アンダーマッチⅠ 時間差入場バトルロイヤル 時間無制限勝負 |                                                                           |                                      |
| 出場選手(入場順) 島谷常寛、今成夢人、翔太、5代目タイガーマスク（自称）、マイケル・ウルフ、軍団ひとり、モンスター・ハロウィン、伊橋剛太、星誕期、ゴージャス松野                                                                               |                                                                           |                                      |
| ○みんな | [6分43秒] OTR                                                             | 5代目タイガー（自称）●               |
| ○星誕期 | [8分01秒] ノド輪落とし→踏みつけ式体固め                                   | ひとり●                              |
| ○星誕期 | [8分34秒] OTR                                                             | ウルフ●                              |
| ○松野 | [9分24秒] OTR                                                             | ハロウィン●                          |
| ○伊橋、今成、翔太 | [10分04秒] ブエノスアイレス午前零時自爆から→体固め                        | 星誕期●                              |
| ○松野 | [10分59秒] OTR                                                            | 今成、翔太●                          |
| ○島谷 | [11分06秒] OTR                                                            | 伊橋●                                |
| ○島谷 | [13分26秒] ゴージャススーパースター腕ひしぎ逆十字固めを丸め込む→エビ固め  | 松野●                                |
| アンダーマッチⅡ 白川未奈DDT初参戦！女子プロレス6人タッグマッチ 20分一本勝負 |                                                                           |                                      |
| 山下実優 ●上福ゆき 白川未奈 | [9分08秒] マジカル魔法少女スプラッシュ→片エビ固め                         | 坂崎ユカ○ 瑞希 中島翔子              |
| オープニングマッチ KO-D6人タッグ選手権試合 60分一本勝負 |                                                                           |                                      |
| 高尾蒼馬 ○遠藤哲哉 マッド・ポーリー （第35代王者） | [11分21秒] シューティングスター・プレス→片エビ固め                        | 大鷲透 平田一喜● 上野勇希 （挑戦者） |
| ※第35代王者組が初防衛に成功。 |                                                                           |                                      |
| 第二試合 ガントレットタッグマッチ 各30分一本勝負 |                                                                           |                                      |
| マイク・ベイリー アントーニオ本多 | 渡瀬瑞基 ジェイソン"ザ・ギフト"キンケイド                                 | 樋口和貞 梅田公太                    |
| KUDO 高梨将弘 | タノムサク鳥羽 奥田啓介                                                   | 松永智充 中澤マイケル                |
| ○ベイリー 本多 | [5分09秒] アルティマウェポン→片エビ固め                                   | 渡瀬● ジェイソン                     |
| ベイリー ●本多 | [3分19秒] 腕ひしぎ逆十字固め                                              | 鳥羽 奥田○                           |
| ●鳥羽 奥田 | [2分21秒] 回転足折り固め                                                  | 松永 中澤○                           |
| 松永 ●中澤 | [1分57秒] ダイビング・ダブルニードロップ→片エビ固め                       | KUDO○ 高梨                           |
| KUDO ○高梨 | [6分06秒] タカタニック→エビ固め                                           | 樋口 梅田●                           |
| 第三試合 スーパー女子プロ大戦2018 30分一本勝負 |                                                                           |                                      |
| ○里村明衣子 カサンドラ宮城 | [11分07秒] STF                                                            | 赤井沙希 伊藤麻希●                   |
| 第四試合 ALL OUT vs #STRONGHEARTS！スペシャル6人タッグマッチ 30分一本勝負 |                                                                           |                                      |
| T-Hawk ○エル・リンダマン トアン・イーナン | [11分20秒] ジャーマン・スープレックス・ホールド                           | 彰人 勝俣瞬馬 飯野雄貴●              |
| 第五試合 The Worlds Crazy Couple決定戦 30分一本勝負 |                                                                           |                                      |
| ●ジョーイ・ライアン ローラ・ジェームス | [6分45秒] スカイチ●コ・スープレックス・ホールド＋ジャックナイフ式エビ固め | 大石真翔○ 大畠美咲                   |
| 第六試合 総研ホールディングス presents 食うか食われるか!? ジャイアント・スペシャルシングルマッチ 30分一本勝負 |                                                                           |                                      |
| ○アンドレザ・ジャイアントパンダ | [10分25秒] アンドレザプレス→体固め                                        | スーパー・ササダンゴ・マシン●        |
| 第七試合 年の差27歳！ 代表取締役社長（48歳）と所属選手（21歳）による血で血を洗う抗争劇・最終決着ウェポンランブル！ 30分一本勝負 |                                                                           |                                      |
| ○MAO | [24分05秒] キャノンボール450° on the タンス with 衣装ケース→体固め        | 高木三四郎●                          |
| 公認凶器(1)タンス（MAO）(2)有刺鉄線おまる（高木）(3)空き缶100個（MAO）(4)NωAの売れ残りCD100枚（高木）(5)中邑珍輔（MAO）(6)ベッド・インのかおり（高木）(7)ベッド（MAO）(8)衣装ケース10箱（高木）(9)布団圧縮袋（MAO）(10)MAOの携帯番号（高木） |                                                                           |                                      |
| 第八試合 入江茂弘壮行試合 30分一本勝負 |                                                                           |                                      |
| ○入江茂弘 石井慧介 | [14分50秒] ビーストボンバー→体固め                                        | HARASHIMA 坂口征夫●                  |
| セミファイナル ドラマティック・ドリームマッチ 30分一本勝負 |                                                                           |                                      |
| ○CIMA | [24分21秒] メテオラ→エビ固め                                              | 竹下幸之介●                          |
| メインイベント グッドコムアセット presents KO-D無差別級選手権試合 60分一本勝負 |                                                                           |                                      |
| ●男色ディーノ （第67代王者） | [32分10秒] ミスティカ式クロスオーバー・フェースロック                     | 佐々木大輔 ○ （挑戦者）              |
| ※第67代王者が初防衛に失敗。佐々木が第68代王者となる。勝者はグッドコムアセット様より賞金200万円が贈呈されます。 |                                                                           |                                      |